# (8791) 1978 VG11
1978 في جي 11 (ويعرف أيضًا باسم (8791) 1978 في جي 11 وفق تسمية الكوكب الصغير) (بالإنجليزية: 1978 VG11)‏ هو كويكب ضمن حزام الكويكبات؛ وترتيبه 8791 من حيث الاكتشاف.
اكتُشف هذا الجُرم الفلكي بواسطة اليانور إف. هيلين في 7 نوفمبر 1978.

## وصلات خارجية
- (8791) 1978 VG11 في قاعدة بيانات مختبر الدفع النفاث لأجرام النظام الشمسي الصغيرة

- الاكتشاف · مخطط المدار ·  العناصر المدارية · المعلمات المادية

- (8791) 1978 VG11 على موقع ويكي سكاي: DSS2, SDSS, GALEX, IRAS, Hydrogen α, X-Ray, Astrophoto, Sky Map, Articles and images